# Eria lasiopetala
Eria lasiopetala är en orkidéart som först beskrevs av Carl Ludwig von Willdenow, och fick sitt nu gällande namn av Paul Ormerod. Eria lasiopetala ingår i släktet Eria och familjen orkidéer. Inga underarter finns listade i Catalogue of Life.

## Bildgalleri

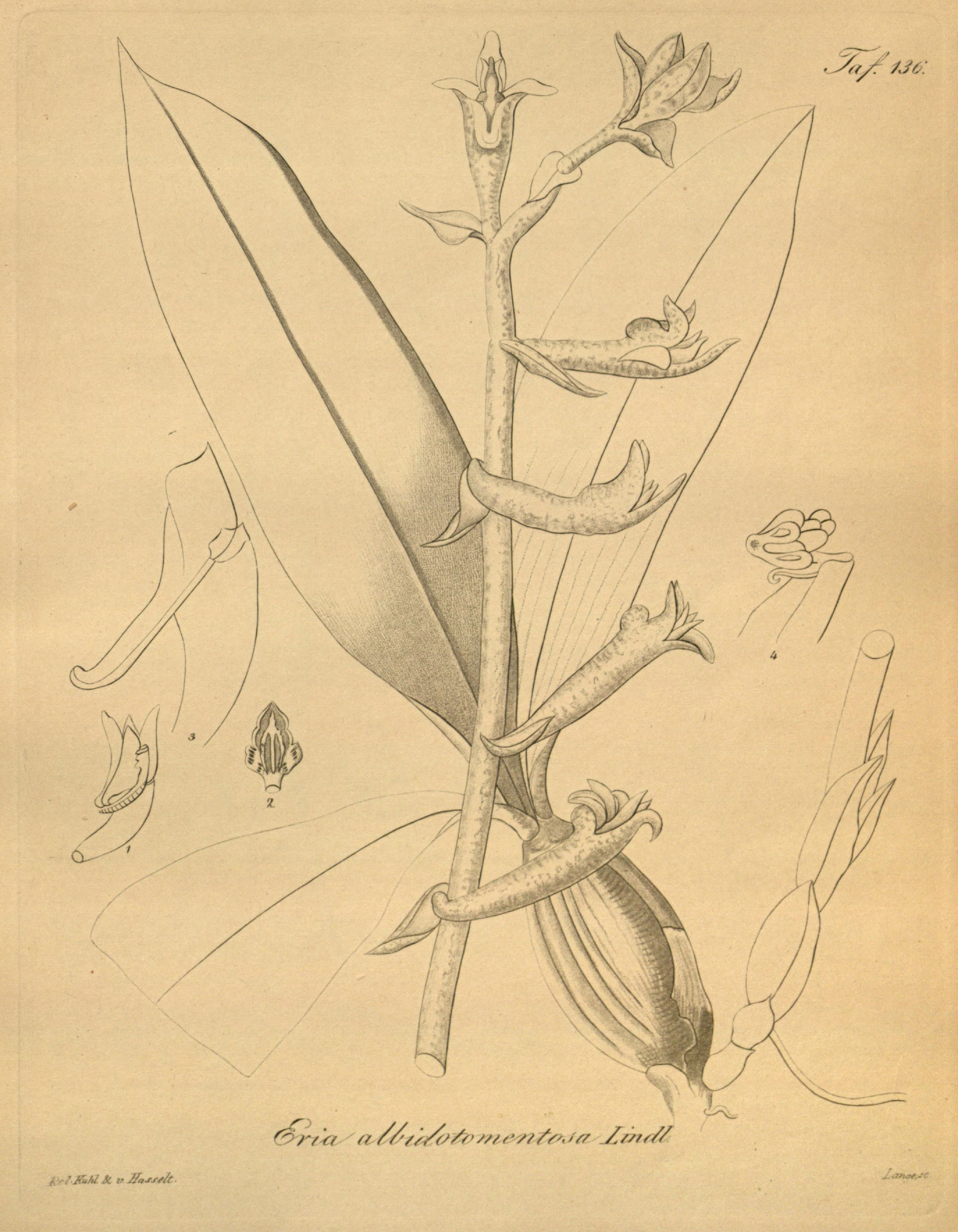